# 賀維翰
贺维翰（1876年—1948年），字儒楷，四川省彭州市利安乡三合村人。

## 生平
26岁中举，光绪三十年（1904年）甲辰殿试，中二甲第十名进士，授翰林院庶吉士，不久升为授翰林院编修加侍讲衔。旋因丁忧返乡，后又入京师法政学堂攻读。
民国二年（1913年），贺维翰出任巴县地方法院院长。一年后辞职，在成都纯化街尚友书塾任教。民国十一年至十三年（1922年至1924年），任彭县中学堂校长。民国二十一年（1932年），受聘赴万源县总纂《万源县志》。返回成都后在里仁街药王宫和家中设立尚友书塾，继续执教。1948年病逝。
贺维翰工诗文，长于书法，尤善楷书。著有：《庚辛诗集》、《菊花百咏》、《百花山馆诗集》、《文字碎锦》、《音韵汇通》等。